# Barbara Nath-Wiser
Barbara Nath-Wiser, avstrijska zdravnica, * 28. februar 1949, Linz, Avstrija.
Leta 1978 se je izselila v Indijo, kjer je leta 1984 ustanovila dobrodelni zdravstveni center NISHTA (sanskrtska beseda za »zaupanje«) za prebivalce doline Kangra, kjer je bil doma njen mož. Poleg običajnih metod  nudi center tudi homeopatijo, akupunkturo in ajurvedo. Ko je mož leta 1986 umrl se je odločila ostati v Indiji in nadaljevati s svojimi projekti.
Od 2003 naprej zaseda pomembno mesto v zvezi avstrijskih dopisnikov iz tujine. Kot članica mednarodnega sveta Avstrijske službe v tujini nudi tudi civilno službo v Indiji mladim Avstrijcem.  Leta 2005 je bila imenovana za eno od »1000 PeaceWomen across the Globe«. Od leta 2009 zastopa mednarodni svet avstrijskih zunanjih dopisnikov.